# Global Warming (Gojira)
Pistes de From Mars to Sirius
To Sirius
Global Warming est un morceau du groupe de death metal français Gojira. Il est présent sur l’album From Mars to Sirius.
S’inscrivant dans la thématique écologique de l’ensemble de l’album-concept, il traite de la question du changement climatique et réclame une prise de conscience rapide.